# Heridos (canción)
«Heridos» es una canción y sencillo de la banda de rock mexicana Caifanes, lanzado el 7 de marzo de 2019, en las principales plataformas digitales para su venta y en las estaciones de radio de México.

## Importancia
«Heridos» representa la vuelta de Caifanes al estudio y también el primer sencillo y canción publicada por la banda tras 25 años de "silencio", dado a la separación que ésta sufrió en 1995, considerando a El nervio del volcán como el último material lanzado en 1994, poco antes de su disolución.

## Recepción y crítica
Tras su publicación, «Heridos» tuvo opiniones mixtas por parte de los fanáticos y la prensa, aunque causó mucha expectativa el estreno del nuevo material de estudio de Caifanes.
Una mayoría aplaudió el regreso de Caifanes a la escena musical con el tema inédito. Se enfatizó el hecho de que era el primer sencillo lanzado después de 25 años por la banda, desde su última producción en 1994 y que este no decepcionó del todo como se temía. El tema resultó "interesante" ya que muestra en primer plano al rock de Caifanes del presente, su frescura y la evolución de la banda tras dos décadas y media de "silencio". Sin embargo, también contiene escondido el "sonido caifán" de los 90's. «Heridos» es un tema nuevo para las nuevas y viejas generaciones.
Por otro lado, se señaló que la nueva canción de Caifanes no contaba con el mismo sonido y estilo emblema de la banda, sino que sonaba a una producción propia de Jaguares o  a una de Remando o Mortal, discos de la carrera solista de Hernández. También se habló sobre la falta de la guitarra de Alejandro Marcovich y la potencia que le hubiera brindado sí se incluyese. Se destacó, además, que «Heridos» no cumplió con todos los pronósticos deseados y el interés de una parte del público.

## Contexto
Hasta hace poco, el último trabajo de estudio de la banda fue publicado en 1994, con el lanzamiento de El nervio del volcán, hace 25 años.
El último sencillo sacado por Caifanes fue «Ayer me dijo un ave». Poco después, en agosto de 1995, la banda se disolvió a causa de una deteriorada relación personal y profesional por parte del vocalista del grupo, Hernández y por el guitarrista del mismo, Marcovich, por segunda vez; la primera vez ocurrió años atrás en 1987 en el grupo Las Insólitas Imágenes de Aurora, con el mismo conflicto entre los artistas, el cual terminó igualmente con la separación de aquella banda.
Más tarde, el cantante formaría un nuevo grupo de rock: Jaguares. Este permaneció 14 años en actividad, hasta 2010, cuando Hernández y Marcovich "hicieron las pases" y Caifanes volvió a escena en 2011 con un concierto y después con una serie de giras por el reencuentro. En 2014, la agrupación lanzó un comunicado en el cual informaban la salida del guitarrista de Caifanes; esto significaría la repetición del conflicto entre este último y el vocalista, por tercera ocasión, pero esta vez sin la desintegración de un grupo en común.
Posteriormente, en septiembre de 2018 el baterista del grupo, Alfonso André, publicó en Twitter una foto en la que él y los demás miembros de Caifanes se encontraban en un estudio, lo cual levantó el rumor de que probablemente el grupo estaba grabando nuevo material. 
Saúl poco después confirmó que efectivamente la agrupación había hecho grabaciones para un nuevo sencillo, en Nashville, Tennessee.
En las últimas horas del jueves 7 de marzo de 2019, «Heridos» fue lanzado en las principales plataformas digitales, en las redes sociales y en todas las estaciones de radio mexicanas. Al día siguiente, la noticia hizo eco. En medio de esto, el baterista de la agrupación concedió una entrevista a Notimex en la cual dio a conocer que Caifanes lanzará nuevos sencillos más adelante. También dijo que analizaría la banda la idea de lanzar un nuevo álbum de estudio, sin confirmarlo todavía.

## Músicos
Caifanes
- Saúl Hernández - Guitarra y voz
- Diego Herrera - Teclados y guitarra adicional en tercer verso
- Sabo Romo - Bajo eléctrico
- Alfonso André - Batería y percusiones

## Ficha técnica
- Producción y arreglos: Caifanes.
- Ingeniero de grabación: David Thoener.
- Asistente de grabación: Dustin Richardson.
- Ingeniero de mezcla: Howard Willing.
- Ingeniero de masterización: Ted Jensen, de Sterling Sound.
- Grabado en House of Blues en Nashville, Tennessee, el 19 y 20 de Septiembre de 2018.